# Flabellophora deceptiva
Flabellophora deceptiva är en svampart som beskrevs av Corner 1987. Flabellophora deceptiva ingår i släktet Flabellophora och familjen Polyporaceae.   Inga underarter finns listade i Catalogue of Life.